# Джаны-Ноокат
Джаны-Ноокат (кирг. Жаңы-Ноокат) — крупное село в Кыргызстане. Центр Джаны-Ноокатского айыльного округа. Входит в Ноокатский район Ошской области Кыргызстана. Расположено в предгорьях Алайского хребта в 10 км к западу от районного центра г. Ноокат.
Население по переписи 2009 года составляло 21 049 человек, в основном, занятого работой в сельском хозяйстве и животноводстве.
Находится в 50 км от железнодорожной станции.
В южной стороне Джаны-Ноокат сохранились остатки древнего поселения XV века.

## Источник
- Кыргызстан. Улуттук энциклопедия: 3-том. Башкы ред. Асанов Ү. А., Б.: Мамлекеттик тил жана энциклопедия борбору, 2011. ISBN 978–9967–14–074–5 (киргиз.)